# جيمس مكدونالد غاردينر
جيمس مكدونالد غاردينر (بالإنجليزية: James McDonald Gardiner)‏ هو مهندس معماري ومبشر أمريكي، ولد في 22 مايو 1857 في سانت لويس في الولايات المتحدة، وتوفي في 25 نوفمبر 1925 في طوكيو في اليابان.

## معرض صور

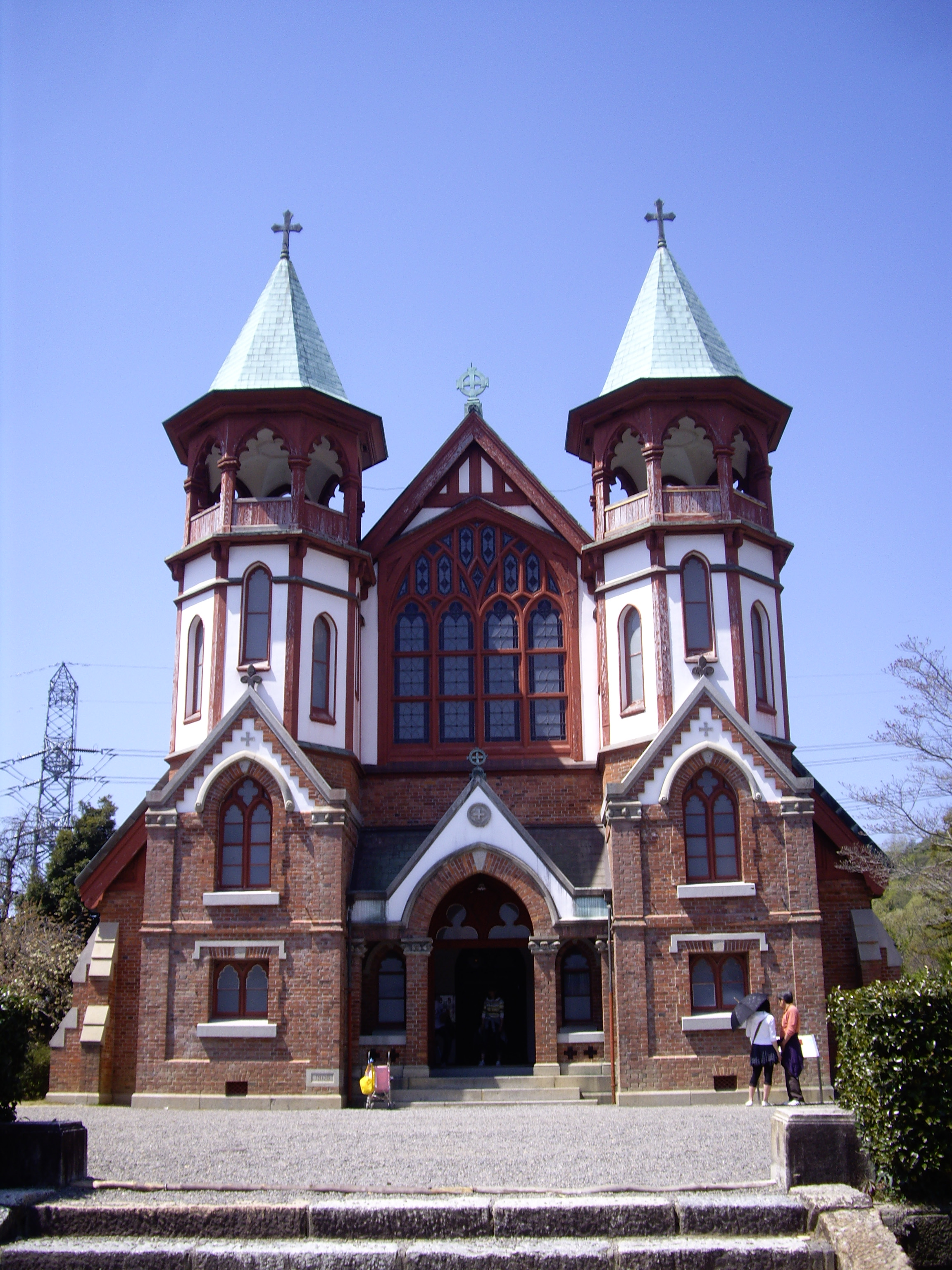
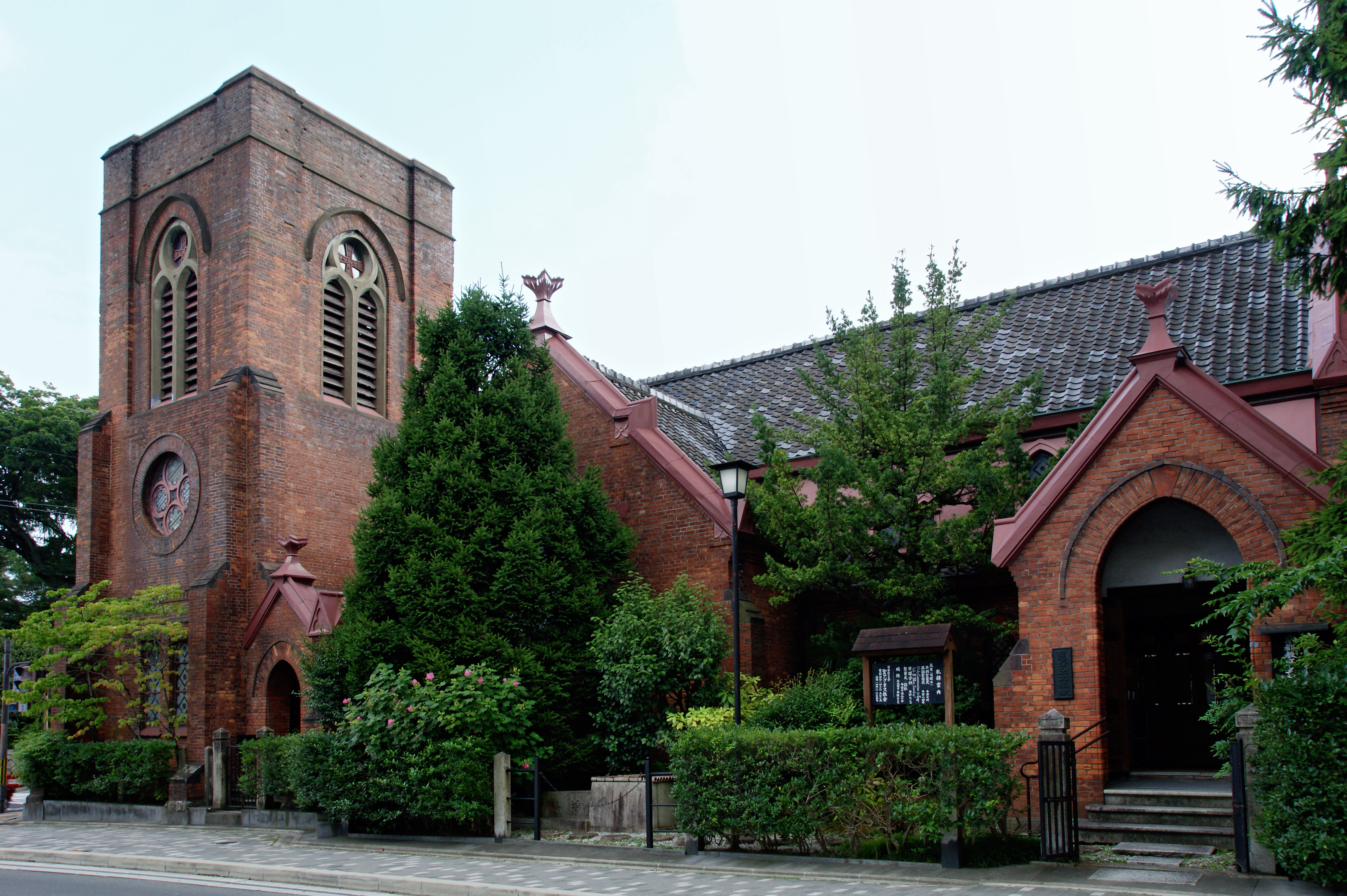
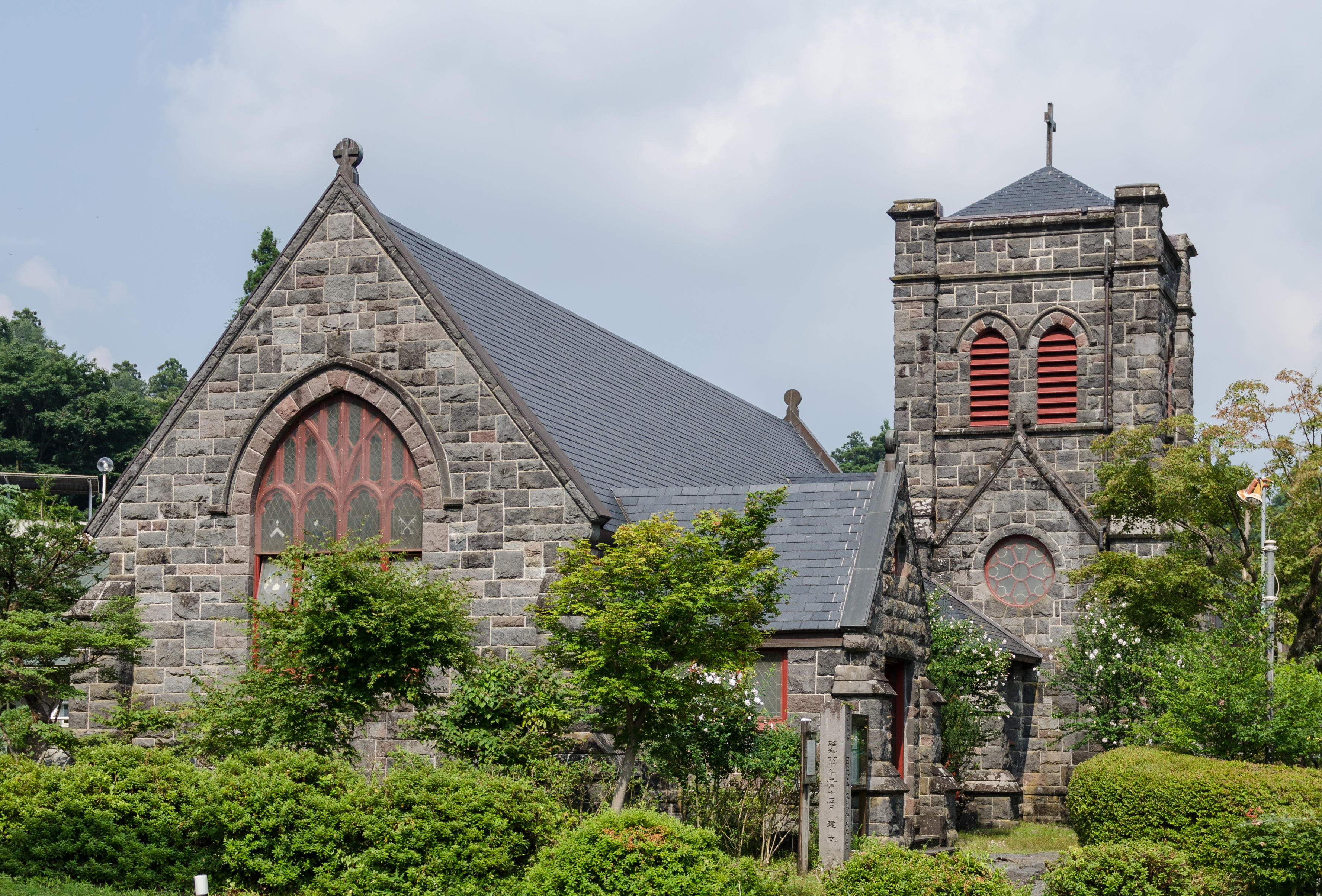